# Bolderwood (Hampshire)

Bolderwood est une zone du parc national New Forest, dans le Hampshire. 
Bolderwood abrite un sanctuaire de cerfs avec une plate-forme d'observation. 
Le parking public de Bolderwood est le plus visité de la New Forest. De là, la promenade de l'arboretum de Bolderwood rejoint la route A35, en passant près du chêne de Knightwood, l'un des plus grands arbres de la New Forest, peut-être le plus connu. 
À proximité, se trouve la Cheminée portugaise ((en)Portuguese Fire Place), un mémorial lié à la Première Guerre mondiale.

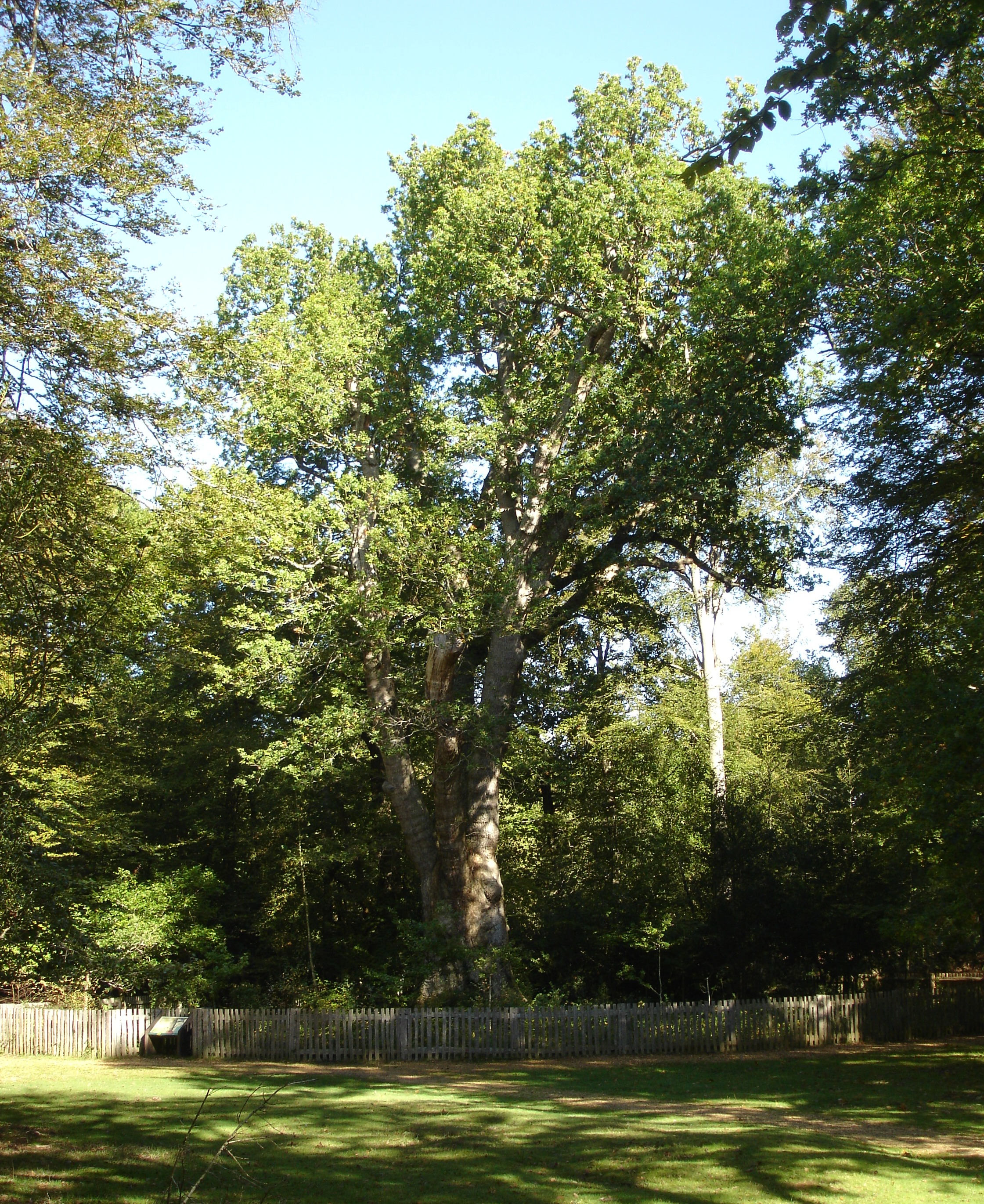
The Knightwood Oak, plus de 500 ans, octobre 2007.

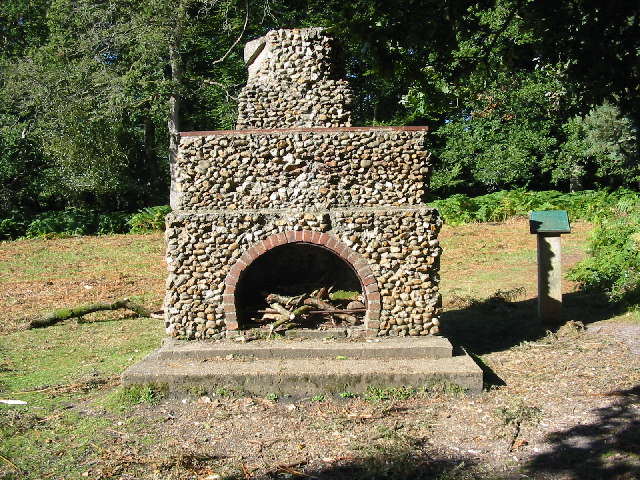
The Portuguese Fireplace.